# Supercell
Supercell Oy – fińskie przedsiębiorstwo zajmujące się produkcją gier mobilnych. Zostało założone w 2010 roku, a jego siedziba znajduje się w Helsinkach. W 2015 roku pracowało w niej 180 osób, a do 2021 roku liczba ta zwiększyła się do 340 osób.
W 2012 roku przyznano mu tytuł najlepszego nordyckiego startupu. W 2011 roku amerykańskie przedsiębiorstwo Accel Partners zainwestowało w Supercell 12 milionów dolarów. w 2013 roku japoński koncern GungHo Online Entertainment wykupił 51% udziałów Supercella za 1,5 miliarda dolarów.

## Gry
- Hay Day (2012)[7]
- Clash of Clans (2012)[7]
- Boom Beach(inne języki) (2014)[7]
- Spooky Pop (anulowana)[7]
- Smash Land (anulowana)[7]
- Clash Royale (2016)[7]
- Brawl Stars (2018)[8]
- Rush Wars (anulowana)[9]
- Hay Day Pop (wersja beta)[10]
- Clash Quest (wydana w wersji beta; anulowana w 2022)[11][12]
- Everdale (wersja alfa)[13]
- Boom Beach: Frontlines (we współpracy ze studiem Space Ape[14]; serwery wyłączono w 2023[15])
- Flood Rush (udostępniona w wersji beta w 2023, w tym samym roku anulowana)[16]
- Squad Busters (2024)[17]
- Clash Mini (anulowana po udostępnieniu w wersji beta)[18]
- Clash Heroes (w produkcji)[11]
- Project R.I.S.E (w produkcji)[19]